# Bahnstrecke Otavi–Grootfontein
| |                 |                      |               |
| Streckenlänge: | 91,3 km         |                      |               |
| Spurweite: | 600 mm, 1067 mm |                      |               |
| Maximale Neigung: | 15 ‰            |                      |               |
| |                 |                      |               |
| \| \| \| von Kranzberg \| \| \| \| 0,0 \| Otavi \| Otavi \| \| \| \| nach Tsumeb \| \| \| \| 7,0 \| Otavifontein \| Otavifontein \| \| \| 41,0 \| Asis \| Asis \| \| \| 54,0 \| Guchab \| Guchab \| \| \| \| Scheitelpunkt Guchab \| 1636 m \| \| \| 91,3 \| Grootfontein \| Grootfontein \| |                 |                      |               |
| Strecke |                 | von Kranzberg        | von Kranzberg |
| Dienststation / Betriebs- oder Güterbahnhof | 0,0             | Otavi                | Otavi         |
| Abzweig geradeaus und nach links |                 | nach Tsumeb          | nach Tsumeb   |
| ehemaliger Haltepunkt / Haltestelle | 7,0             | Otavifontein         | Otavifontein  |
| ehemaliger Haltepunkt / Haltestelle | 41,0            | Asis                 | Asis          |
| Dienststation / Betriebs- oder Güterbahnhof | 54,0            | Guchab               | Guchab        |
| Kulminations-/Scheitelpunkt |                 | Scheitelpunkt Guchab | 1636 m        |
| Betriebs-/Güterbahnhof Streckenende | 91,3            | Grootfontein         | Grootfontein  |

Die Bahnstrecke Otavi–Grootfontein ist eine Eisenbahnstrecke, die die beiden Orte Otavi und Grootfontein im damaligen Schutzgebiet Deutsch-Südwestafrika, dem heutigen Namibia verbindet.
Der Station Otavi befindet sich am Kilometer 497 der Otavibahn. Die 91,3 km lange Stichbahn nach Grootfontein wurde durch die South West Africa Co. mit einer alten Konzession der Verwaltung des deutschen Schutzgebietes in den Jahren 1907 und 1908 erbaut.
Bei Guchab liegt auf einer Höhe von 1636 m der Scheitelpunkt dieser Zweigstrecke und führt weiter in Richtung Nordosten nach Grootfontein. Der Bau der Strecke kostete pro laufenden Kilometer 25 740 Mark.
Durch die Kriegshandlungen im Ersten Weltkrieg war der Betrieb auch auf der Otavibahn und der Zweigstrecke unterbrochen. Unter südafrikanischer Verwaltung konnte am 25. August 1915 der Bahnbetrieb bis Tsumeb und Grootfontein wieder voll aufgenommen werden.
In den folgenden Jahren wurde die Strecke auf die in Südafrika übliche Kapspur umgebaut.